# سگ‌های نیمه‌شب
سگ‌های جثه متوسط (به تامیلی: Nadunisi Naaygal) یا سگ‌های نیمه‌شب (به انگلیسی: Midnight Dogs) فیلمی محصول سال ۲۰۱۱ و به کارگردانی گاتام واسودو منون است. در این فیلم بازیگرانی همچون ویرا، سمیرا ردی، آویشک کارتیک، آشوین کاکو مانو و سامانتا روت پرابو ایفای نقش کرده‌اند.